# 細川利文
細川 利文（ほそかわ としふみ、1865年9月15日〈慶応元年7月26日〉 - 1944年〈昭和19年〉3月10日）は、日本の宮内官僚、華族。爵位は子爵。御歌所参候。

## 経歴
1865年〈慶応元年〉7月、後に伯爵となる園基祥（羽林家）の二男として生まれる。1889年（明治22年）8月には、熊本新田藩（高瀬藩）の藩主であった細川利永の婿養子となる形で、その長女である同子（なみこ）と結婚する。なお、同子は元々子爵・戸田康泰と結婚していたが、康泰と離縁したため利文がその後釜として婚姻したものである。1901年（明治34年）4月29日には、養父である利永の死去に伴って子爵を襲爵した。
学習院、次いで東京専門学校で学び、後には宮内官僚に転じて常宮周宮御用掛を仰付けられ、後には御歌所参候として活躍した。1944年（昭和19年）3月10日に中野区文園町の自宅で死去し、爵位は長男である利寿が継いだ。

## 親族
- 実父 園基祥
- 養父 細川利永
- 養母 細川錫子（宇津忠誠三女）[1]
- 妻 細川同子（なみこ、養父利永長女）[3]
- 長男 細川利寿[3]
- 次男 長岡護孝（旧名・利功、長岡護美養子）[3]